# بيتون هيليز
بيتون هيليز (بالإنجليزية: Peyton Hillis)‏ هو لاعب كرة قدم أمريكية أمريكي، ولد في 21 يناير 1986 في كونوي في الولايات المتحدة.

## وصلات خارجية
- بيتون هيليز على موقع إي إس بي إن.كوم (أن.أف.أل)3
- بيتون هيليز على موقع مرجع كرة القدم المحترفة.كوم (الإنجليزية)
- بيتون هيليز على موقع كلية كرة القدم في سبورتس رفرنس.كوم (الإنجليزية)